# Dicranomyia brevirama
Dicranomyia brevirama är en tvåvingeart som beskrevs av Alexander 1922. Dicranomyia brevirama ingår i släktet Dicranomyia och familjen småharkrankar. Inga underarter finns listade i Catalogue of Life.